# El petó de la mort
El petó de la mort és l'escultura de marbre més famosa del cementiri del Poblenou, a Barcelona. Va ser creada el 1930 per encàrrec de la família de Josep Llaudet i Soler, una important família de fabricants, al taller del tallador de marbre i escultor Jaume Barba.

## Història

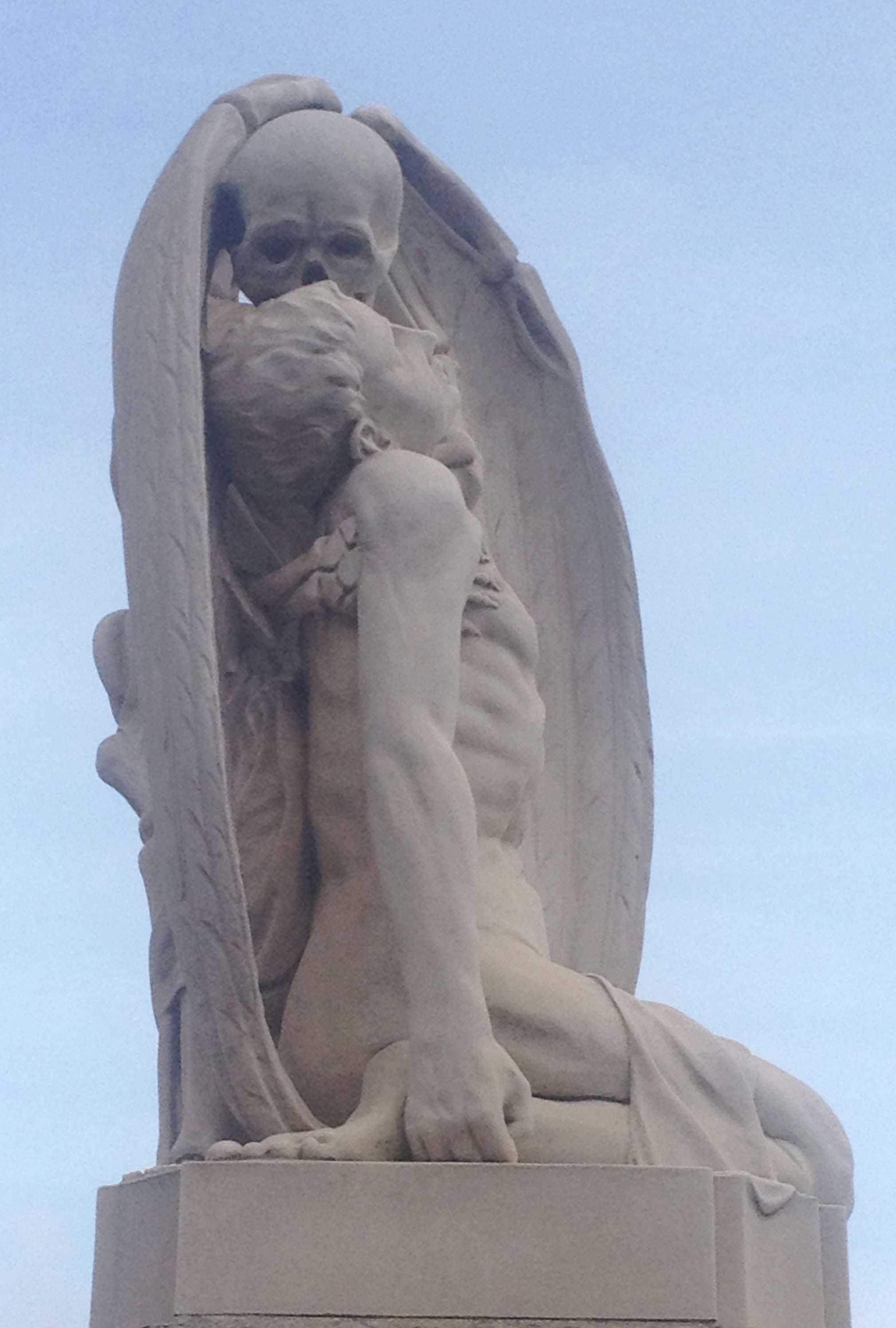
Vista lateral

No se sap qui va fer el disseny final de l'escultura, creada el 1930 a l'estudi del tallador de marbre i escultor català Jaume Barba, que en aquell moment tenia uns 70 anys i va signar l'escultura amb el seu nom a la part frontal d’un costat del pedestal octogonal.
Joan Fontbernat Paituví, gendre de Barba i l'escultor més hàbil del seu estudi, es va inspirar en una figura elaborada per Lorenzo Maroni d'Itàlia. Maroni havia creat el relleu per a la làpida de la família d'Ercole Mentasti (1843-1909) al Cementiri Monumental de Milà cap al 1910. L'escultura que en resultà té semblances amb el relleu italià. Es creu que fou Fontbernat qui va realitzar la transformació tridimensional, el pas del relleu a l'escultura expressiva. L'exactitud de les costelles s'atribueix al coneixement d'Artemi Barba.

## Descripció

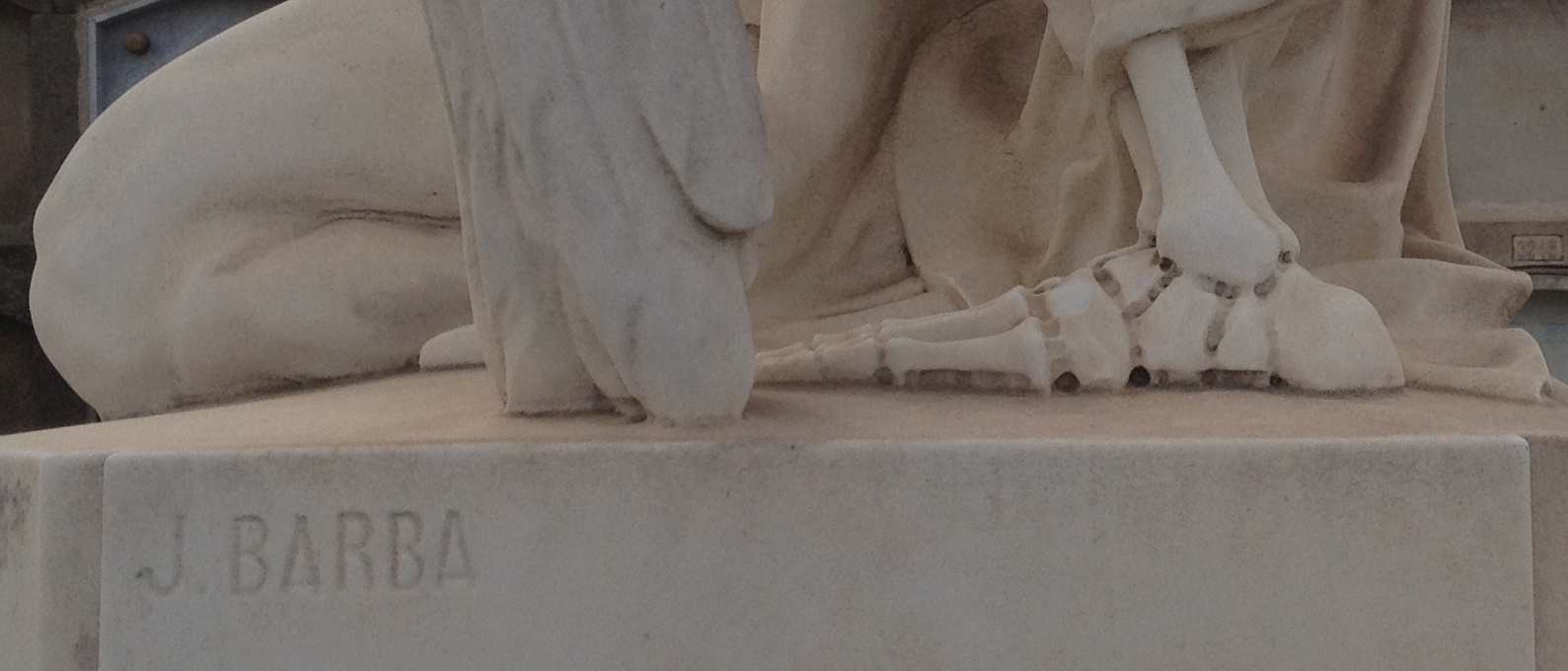
Signatura "J. barba "

L'escultura és molt realista. Mostra un home jove, ben format i en bon estat, amb el cap a la dreta, els ulls tancats i la boca lleugerament oberta. Un drap cobreix la falda, els braços cauen febles, les mans estan obertes i descansen tocant a terra.
Lateralment, des de l'esquerra, la mort s'inclina sobre ell, personalitzada com l’'Àngel de la Mort, un esquelet amb ales a sobre, que el sosté amb la mà dreta sota l'aixella dreta i la mà esquerra sobre el braç esquerre del jove mentre el besa al templa. La mort també porta un drap que la cobreix parcialment i exposa artísticament els ossos, li passa al voltant de l'os de la cuixa a la vista.
Basant-se en la representació de l’home, es pot interpretar la renúncia, l’acceptació relaxada o, fins i tot, un moment d'alguna manera sensual, perquè la representació "és alhora romàntica i terrible". La mort no es produeix amb la falç, ve com un "aliat" i amb un petó, redimeix a aquell que entra així en la vida eterna.

## Inscripció

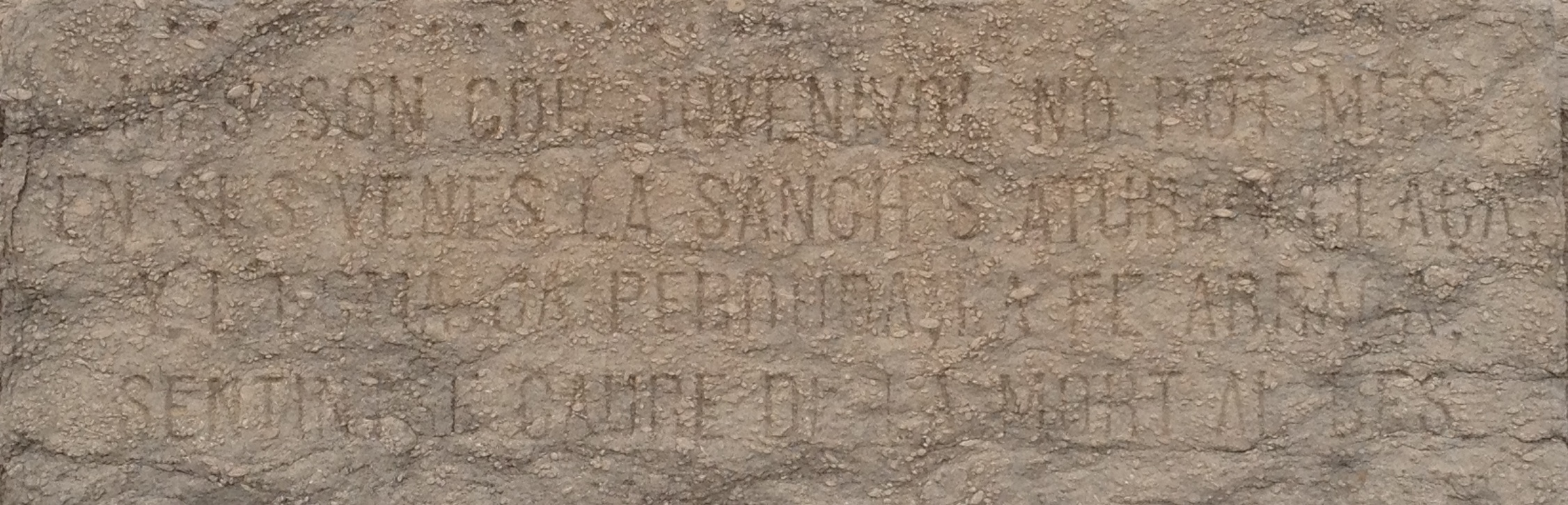
Inscripció a la tomba.

L'escultura es troba a la tomba del fabricant de tèxtils català, Josep Llaudet i Soler (1879-1955), i la placa de la tomba porta el seu nom "Llaudet Soler" sense més informació. El seu fill, mort adolescent, va ser enterrat a la tomba el 1930. Per al disseny de l'escultura, la família va donar un vers del poeta Jacint Verdaguer i Santaló (1845-1902). Aquest text està gravat en una base de pedra natural sota l'escultura.
```
Mes son cor jovenívol no pot més.
En ses venes la sanch s'atura y glaça.
Y l'esma ja perduda, la fe abraça,
sentint-se caure de la mort al bes.
```

## Recepció
L'escultura sovint s'esmenta a les guies de Barcelona com la més coneguda del Cementiri del Poblenou. La proposta d'itinerari als visitants del cementiri, que passa per un total de 30 grans edificis i escultures, acaba a El petó de la mort.
- Per a la portada del seu còmic Máxima discreción (2011), Andreu Martín i Alfonso López van utilitzar un dibuix d'El petó de la mort.[10]
- L'il·lustrador Carlos Ruiz Gallardo també s'hi va inspirar per la il·lustració de contes d'Edgar Allan Poe.[11]
- La afirmació freqüent que Ingmar Bergman es va inspirar en l'escultura per la pel·lícula Das siebente Siegel no és concloent, com es pot veure al llibre Ingmar Bergman: A Reference Guide.[12]